# Khiara Keating
Khiara Keating (Manchester, 27 juni 2004) is een voetbalspeelster uit Engeland. Ze speelt als doelverdediger voor Manchester City in de Super League.

## Clubcarrière
Keating groeide op in Ardwick, een buitenwijk van Manchester. Haar moeder zette een voetbalteam op waar ze als spits onderdeel van werd. Op zesjarige leeftijd was Keating als keepster op de proef bij Manchester United. Tot haar elfde maakte ze onderdeel uit van de jeugdopleiding van Manchester United totdat ze overstapte naar de jeugdopleiding van Manchester City.
Keating werd bij de eerste selectie van Manchester City gehaald alvorens ze werd uitgeleend aan AFC Fylde, actief in de Narional League North. Na een korte tijd werd ze alweer teruggehaald door een hoog aantal blessuregevallen binnen Manchester City. Keating maakte haar debuut voor de Citizens op 12 januari 2022 door in de basis te starten in een League Cupwedstrijd tegen Leicester City. Een paar dagen later volgde op 16 januari 2022 haar debuut in de Super League in een wedstrijd tegen Aston Villa.
In januari 2023 maakte Keating op huurbasis de overstap naar Coventry United tot het einde van het seizoen 2022/23. Ze kwam tot vier optredens voor de club.
Na haar terugkeer bij Manchester City werd Keating in oktober 2023 genomineerd voor de prijs 'speelster van de maand' in de Super League. Ze startte de eerste zes wedstrijden van het seizoen in de basis en tekende in november 2023 een driejarig contract bij Manchester City.
In december 2023 had Keating het hoogste reddingspercentage van de Super League. Na het vertrek van Ellie Roebuck naar FC Barcelona groeide Keating uit tot definitieve eerste keus onder de lat bij de Citizens.
In vijfde ronde van de FA Cup had Keating met meerdere belangrijke reddingen een groot aandeel in de overwinning op Arsenal. Keating hield de nul en zag haar ploeg met 1-0 winnen.
Door negen keer haar doel schoon te houden werd Keating de jongste doelvrouw die de goden handschoen won. Ook was Keating de speelster onder 21 die de meeste minuten maakte voor Manchester City.

## Statistieken
| Seizoen | Club            | Land     | Competitie   | Wedstrijden | Doelpunten |
| ------- | --------------- | -------- | ------------ | ----------- | ---------- |
| 2021/22 | Manchester City | Engeland | Super League | 3           | 0          |
| 2022/23 | Manchester City | Engeland | Super League | 3           | 0          |
| 2023/24 | Manchester City | Engeland | Super League | 22          | 0          |
| 2024/25 | Manchester City | Engeland | Super League | 12          | 0          |
| Totaal  | Totaal          | Totaal   | Totaal       | 40          | 0          |

Laatste update: 5 juni 2025

## Interlandcarrière
Keating werd op 17 oktober 2023 voor het eerst opgeroepen voor het Engels nationale team voor Nations League 2023/24 wedstrijden tegen België.
Op 6 juni 2025 werd Keating opgenomen in de Engelse selectie voor op het EK 2025 in Zwitserland. Met haar land werd ze op 27 juli 2025 Europees kampioen door in de finale na penalty's af te rekenen met Spanje.
1 Hampton ·
2 Bronze ·
3 Charles ·
4 Walsh ·
5 Greenwood ·
6 Williamson  ·
7 James ·
8 Stanway ·
9 Mead ·
10 Toone ·
11 Hemp ·
12 Le Tissier ·
13 Moorhouse ·
14 Clinton ·
15 Morgan ·
16 Carter ·
17 Agyemang ·
18 Kelly ·
19 Beever-Jones ·
20 Park ·
21 Keating ·
22 Wubben-Moy ·
23 Russo ·
Coach: Wiegman